# Micrornebius lineatus
Micrornebius lineatus är en insektsart som beskrevs av Sigfrid Ingrisch 2006. Micrornebius lineatus ingår i släktet Micrornebius och familjen Mogoplistidae. Inga underarter finns listade i Catalogue of Life.